# Campionato mondiale per club FIVB 2012 (femminile)
Il Campionato del Mondo per club di pallavolo femminile 2013 si è svolta dal 13 al 19 ottobre: al torneo hanno preso parte le cinque rappresentanti continentali più una wild card; la vittoria finale è andata per la prima volta all'Osasco Voleibol Clube.

## Regolamento
La competizione prevede che le sei squadre partecipanti vengano divise durante la prima fase in due gironi da tre squadre ciascuno, al termine dei quali le prime di classificate dei due gironi si incrociano, dando il via alla fase finale con semifinali e finali.

## Squadre partecipanti
| Gironi   | Squadra             | Titolo                           |
| -------- | ------------------- | -------------------------------- |
| Girone A | Osasco              | Campione del Sud America         |
| Girone A | Rabitə Baku         | Wild card                        |
| Girone A | Tianjin             | Campione d'Asia                  |
| Girone B | Fenerbahçe          | Campione d'Europa                |
| Girone B | Kenya Prisons       | Campione d'Africa                |
| Girone B | Lancheras de Cataño | Rappr. del Nord e Centro America |

## Fase a gironi

### Girone A
Risultati
| Data     | Incontri    | Incontri | Incontri | 1° Set | 2° Set | 3° Set | 4° Set | 5° Set |
| -------- | ----------- | -------- | -------- | ------ | ------ | ------ | ------ | ------ |
| 14-10-12 | Osasco      | 3 - 0    | Tianjin  | 25-13  | 25-14  | 25-20  |        |        |
| 15-10-12 | Rabitə Baku | 1 - 3    | Osasco   | 25-22  | 20-25  | 19-25  | 20-25  |        |
| 16-10-12 | Rabitə Baku | 3 - 1    | Tianjin  | 25-20  | 25-22  | 18-25  | 25-21  |        |

Classifica
| Pos | Squadre     | Punti | Partite | Partite | Partite | Set   | Set   | Ratio | Punti | Punti  | Ratio |
| Pos | Squadre     | Punti | Giocate | Vinte   | Perse   | Vinti | Persi | Ratio | Fatti | Subiti | Ratio |
| --- | ----------- | ----- | ------- | ------- | ------- | ----- | ----- | ----- | ----- | ------ | ----- |
| 1   | Osasco      | 6     | 2       | 2       | 0       | 6     | 1     | 6.000 | 172   | 131    | 1.313 |
| 2   | Rabitə Baku | 3     | 2       | 1       | 1       | 4     | 4     | 1.000 | 177   | 185    | 0.957 |
| 3   | Tianjin     | 0     | 2       | 0       | 2       | 1     | 6     | 0.167 | 135   | 168    | 0.804 |

### Girone B
Risultati
| Data     | Incontri      | Incontri | Incontri            | 1° Set | 2° Set | 3° Set | 4° Set | 5° Set |
| -------- | ------------- | -------- | ------------------- | ------ | ------ | ------ | ------ | ------ |
| 13-10-12 | Kenya Prisons | 1 - 3    | Lancheras de Cataño | 19-25  | 25-23  | 19-25  | 23-25  |        |
| 15-10-12 | Fenerbahçe    | 3 - 0    | Lancheras de Cataño | 25-17  | 25-17  | 25-13  |        |        |
| 17-10-12 | Fenerbahçe    | 1 - 3    | Kenya Prisons       | 25-14  | 25-17  | 25-11  |        |        |

Classifica
| Pos | Squadre             | Punti | Partite | Partite | Partite | Set   | Set   | Ratio | Punti | Punti  | Ratio |
| Pos | Squadre             | Punti | Giocate | Vinte   | Perse   | Vinti | Persi | Ratio | Fatti | Subiti | Ratio |
| --- | ------------------- | ----- | ------- | ------- | ------- | ----- | ----- | ----- | ----- | ------ | ----- |
| 1   | Fenerbahçe          | 6     | 2       | 2       | 0       | 6     | 0     | MAX   | 150   | 89     | 1.685 |
| 2   | Lancheras de Cataño | 3     | 2       | 1       | 1       | 3     | 4     | 0.750 | 145   | 161    | 0.901 |
| 3   | Kenya Prisons       | 0     | 2       | 0       | 2       | 1     | 6     | 0.167 | 167   | 128    | 0.740 |

## Fase finale
|  | Semifinali          | Semifinali          | Semifinali  |             |        | Finale              | Finale              | Finale             |  |
|  |                     |                     |             |             |        |                     |                     |                    |  |
|  | Osasco              | Osasco              | 3           |             |        |                     |                     |                    |  |
|  | Osasco              | Osasco              | 3           |             |        |                     |                     |                    |  |
|  | Lancheras de Cataño | Lancheras de Cataño | 0           |             |        |                     |                     |                    |  |
|  | Lancheras de Cataño | Lancheras de Cataño | 0           |             | Osasco | Osasco              | 3                   |                    |  |
|  |                     |                     |             |             | Osasco | Osasco              | 3                   |                    |  |
|  |                     |                     | Rabitə Baku | Rabitə Baku | 0      |                     |                     |                    |  |
|  | Fenerbahçe          | Fenerbahçe          | Rabitə Baku | Rabitə Baku | 0      | 0                   |                     |                    |  |
|  | Fenerbahçe          | Fenerbahçe          |             |             |        | 0                   |                     |                    |  |
|  | Rabitə Baku         | Rabitə Baku         | 3           |             |        | Finale 3º/4º posto  | Finale 3º/4º posto  | Finale 3º/4º posto |  |
|  | Rabitə Baku         | Rabitə Baku         | 3           |             |        |                     |                     |                    |  |
|  |                     |                     |             |             |        |                     |                     |                    |  |
|  |                     |                     |             |             |        | Lancheras de Cataño | Lancheras de Cataño | 0                  |  |
|  |                     |                     |             |             |        | Lancheras de Cataño | Lancheras de Cataño | 0                  |  |
|  |                     |                     |             |             |        | Fenerbahçe          | Fenerbahçe          | 3                  |  |

### Semifinali
| Data     | Incontri   | Incontri | Incontri            | 1° Set | 2° Set | 3° Set | 4° Set | 5° Set |
| -------- | ---------- | -------- | ------------------- | ------ | ------ | ------ | ------ | ------ |
| 18-10-12 | Osasco     | 3 - 0    | Lancheras de Cataño | 25-15  | 25-13  | 25-15  |        |        |
| 18-10-12 | Fenerbahçe | 0 - 3    | Rabitə Baku         | 18-25  | 20-25  | 16-25  |        |        |

### Finali
| Data     | Incontri            | Incontri | Incontri    | 1° Set | 2° Set | 3° Set | 4° Set | 5° Set |
| -------- | ------------------- | -------- | ----------- | ------ | ------ | ------ | ------ | ------ |
| 19-10-12 | Lancheras de Cataño | 0 - 3    | Fenerbahçe  | 16-25  | 17-25  | 17-25  |        |        |
| 19-10-12 | Osasco              | 3 - 0    | Rabitə Baku | 25-16  | 25-14  | 25-17  |        |        |

## Classifica finale
| Pos | Squadra             | Confederazione |
| --- | ------------------- | -------------- |
|     | Osasco              | CSV            |
|     | Rabitə Baku         | CEV            |
|     | Fenerbahçe          | CEV            |
| 4   | Lancheras de Cataño | NORCECA        |
| 5   | Tianjin             | AVC            |
| 5   | Kenya Prisons       | CAVB           |

## Premi individuali
| Premio                 | Giocatore             | Squadra             |
| ---------------------- | --------------------- | ------------------- |
| MVP                    | Sheilla de Castro     | Osasco              |
| Miglior realizzatrice  | Sheilla de Castro     | Osasco              |
| Miglior attaccante     | Thaísa de Menezes     | Osasco              |
| Miglior muro           | Jessica Jones         | Lancheras de Cataño |
| Miglior servizio       | Angelina Grün         | Rabitə Baku         |
| Miglior palleggiatrice | Elif Ağca             | Fenerbahçe          |
| Miglior ricevitrice    | Jaqueline de Carvalho | Osasco              |
| Miglior libero         | Camila Brait          | Osasco              |